# ジョアン・ピント (1971年生のサッカー選手)
ジョアン・マヌエル・ヴィエイラ・ピント (João Manuel Vieira Pinto, 1971年8月19日 - ) は、ポルトガル共和国ポルト出身の元サッカー選手である。現役時代のポジションはFW、MF。ジョアン・ピントと呼ばれる。
ポルトガル代表黄金世代と呼ばれた世代のひとりであり、フェルナンド・ブラッサルドとともに、FIFAワールドユース選手権優勝を2度経験した。フル代表でもUEFA欧州選手権やFIFAワールドカップなどの大会に出場した。

## 経歴

### ユース時代
ジョアン・ピントはポルト市内東部のカンパーニャに所在するクラブ、バイーロ・ド・ファルカン (Bairro do Falcao) およびアグイアス・ダ・アレオサ (Aguias da Areosa) でプレーした後、FCポルトのユースチームのセレクションを受験した。しかし合格する事ができなかったため、ボアヴィスタFCのユースチームに入団する事となった。1988年からトップチームでも登録されるようになり、17歳でスーペル・リーガのリーグ戦に出場するようになった。
1990-91年度はスペインに渡り、アトレティコ・マドリードBで過ごしたが、シーズン終了後ボアヴィスタに復帰した。この年度では43試合に出場して8得点を挙げた他、1992年度のポルトガルカップ優勝を経験し、ポルトガル年間最優秀選手賞を受賞した。シーズン終了後SLベンフィカと契約し、移籍した。

### ベンフィカ時代
ベンフィカ移籍後の1992年、ジョアン・ピントは1994 FIFAワールドカップ予選を戦うポルトガル代表の一員として選出され、スコットランドに遠征したが、その期間彼は気胸の症状に苦しんだ。後に治癒はしたものの、1992-93年度は試合に出る事ができなかった。1993-94年度から復帰し、チームの主力選手のひとりとして活躍した。
エスタディオ・ジョゼ・アルヴァラーデで開催されたスポルティングCPとのダービーマッチではハットトリックを達成 (試合は6-3でベンフィカの勝利) したのを始めとしてベンフィカの勝利に貢献し、同シーズンをベンフィカは優勝という結果で終えた。
1995年、ピントは引退するアントニオ・ヴェローゾの後を継いで主将に就任した。しかし1995-96年度はカップ戦で優勝はしたものの、リーグタイトルは逃した。翌年度以降もベンフィカはタイトルから遠ざかったが、それでもピントはルイ・コスタともども、ポルトガル代表では主力選手のひとりとしてあり続けた。
2000年、年俸を巡って会長のジョアン・ヴァレ・エ・アゼヴェド (João Vale e Azevedo) と争った末、ピントはベンフィカとの契約を解除した。それはUEFA EURO 2000の1週間前の事であった。ピントは無所属のまま同大会に臨み、大会準優勝に貢献した。

### スポルティングCP時代
EURO 2000終了後より、ジョアン・ピントはポルトガル国外のクラブから複数獲得のオファーを受けていたが、いずれも受諾せず、スポルティングCPに入団した。2004年にSCブラガに移籍するまでの間に、4年間で142試合に出場して32得点を挙げた。特にマリオ・ジャルデウが加入した2001-02年度シーズンではジャルデウと共に活躍し、同年度リーグ優勝・ポルトガルカップ優勝に貢献した。しかし2002 FIFAワールドカップのグループリーグ戦第3戦 (対戦相手: 韓国) の最中、ピントは相手選手へのタックルでレッドカードを受けて退場処分となった上、主審のアンヘル・サンチェスに暴力行為を働き、6ヶ月間の公式試合出場停止処分を言い渡された (後4ヶ月に軽減)。

### ボアヴィスタ (第2期)、およびブラガ時代
2004年にジョアン・ピントはボアヴィスタに戻り、2006年まで在籍した。在籍2年目の2005-06年度にボアヴィスタはリーグ6位の成績を挙げた。ピントは年間で9得点を挙げている。シーズン終了後の7月、SCブラガとの1年間の契約に応じて移籍した。
ブラガ加入1年目の2006-07年度、ピントは24試合に出場して2得点を挙げた。クラブは年間4位の成績でシーズンを終え、ピントは契約延長により、2007-08年度もブラガでプレーする事となった。しかし2008年2月、ピントはMLS所属のトロントFCの練習に参加し、同月22日、ブラガとの契約が解除された事が発表された。
トロントとの契約は破談となり、その後サウジアラビアのアル・ヒラルとの交渉も破談となった。2008年7月22日、ジョアン・ピントは現役引退を表明した。
引退後はポルトガルサッカー連盟のディレクターとして働いている。

## 代表経歴
1989年、ジョアン・ピントはU-20ポルトガル代表に選出され、サウジアラビアで開催されたワールドユースに出場。グループリーグのナイジェリア戦で1得点を挙げた。1991年、再びU-20代表に選出され、開催国代表としてワールドユースに出場。主将として臨んだこの大会で6試合に出場した他、アイルランド戦で1得点を挙げた。
1991年にA代表デビューして以来、ピントは通算81試合に出場して23得点を挙げた。また代表選手として、UEFA欧州選手権に1996年、2000年と2度出場しただけでなく、2002 FIFAワールドカップにも出場した。同大会終了後、ピントは代表から引退した。

## 私生活

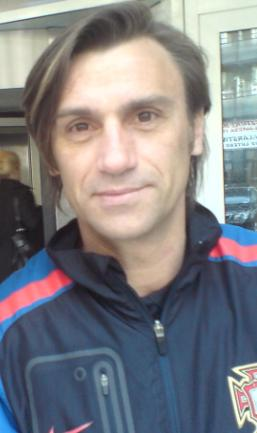
ジョアン・ピント（2012年）

ジョアン・ピントは10代で結婚し、2人の子の父親となったが、2003年に離婚した。
1988年に生まれた先妻の息子チアゴ・ピントはSLベンフィカおよびスポルティングCPの下部組織を経て、CDオリヴァイス・エ・モスカヴィジで初めてプロ選手となった。現在はリオ・アヴェFC所属。チアゴは09年6月に交際していた女性と結婚し、2010年6月に息子が誕生した為ピントは祖父となった。
後にピントはポルトガルのモデルでテレビ司会者のマリサ・クルスと交際し再婚、彼女との間に息子が2人いたが2013年に離婚した。
2歳下の弟セルジオ・ピントもプロサッカー選手となった。

## 代表歴

### 出場大会
- ポルトガル代表
  - 2002 FIFAワールドカップ

### 試合数
- 国際Aマッチ 83試合 23得点（1991年-2002年）[9]

| ポルトガル代表 | 国際Aマッチ | 国際Aマッチ |
| 年             | 出場        | 得点        |
| -------------- | ----------- | ----------- |
| 1991           | 2           | 1           |
| 1992           | 6           | 0           |
| 1993           | 6           | 2           |
| 1994           | 4           | 3           |
| 1995           | 5           | 0           |
| 1996           | 11          | 2           |
| 1997           | 7           | 1           |
| 1998           | 5           | 2           |
| 1999           | 9           | 7           |
| 2000           | 12          | 2           |
| 2001           | 8           | 3           |
| 2002           | 8           | 0           |
| 通算           | 83          | 23          |

## タイトル

### クラブ
ボアヴィスタFC
- ポルトガルカップ : 1回 (1991-92)

SLベンフィカ
- スーペル・リーガ : 1回 (1993-94)
- ポルトガルカップ : 2回 (1992-93, 1995-96)

スポルティング・クルーベ・デ・ポルトゥガル
- スーペルリーガ : 1回 (2001-02)
- ポルトガルカップ : 1回 (2001-02)
- ポルトガルスーパーカップ : 1回 (2001)

U-20ポルトガル代表
- FIFAワールドユース : 2回 (1989, 1991)

### 個人
- ポルトガル年間最優秀選手賞 : 3回 (1992, 1993, 1994)